# Myrothamnaceae
Myrothamnaceae é o nome botânico de uma família de plantas com flor. Esta família tem sido reconhecida pela maioria dos taxonomistas.
O sistema APG II, de 2003, inclui os membros da família Myrothamnaceae na família Gunneraceae, mas permite uma segregação opcional. Consiste em um único género, Myrothamnus, colocado na ordem Gunnerales, no clade das eudicotiledóneas. Isto representa uma mudança em relação ao sistema APG, de 1998, que firmemente reconhecia duasfamílias separadas, não colocadas em nenhuma ordem. A associação de Myrothamnus com Gunnera é recente e tem sido corroborada por estudos de sistemática molecular.